# Auburn (Michigan)
Pour les articles homonymes, voir Auburn.
Auburn est une cité du Comté de Bay dans l'état du Michigan.
La population était de 2 087 habitants en 2010.
Auburn a été fondé en 1854.